# 同人ゲーム
同人ゲーム（どうじんゲーム）は、同人（同好の士の集まり）により確立された、もしくはそれに由来する作品発表・流通形式のコンピュータゲーム（通販・即売・自販機/ソフトベンダーTAKERU・ショップ委託・オンライン/デジ同人等）。実際の製作者が同人か個人かは問わないことが多い。「同人ソフト」「インディーゲーム」の一種。
同人ゲームで使用されるBGMが「同人音楽」として扱われるなど、他の同人活動との関連性もある。

## 歴史
コンピューターの同人・投稿・オンラインソフトのゲームは歴史的経緯よりそれぞれ独立・対等な概念として定着していたが、1990年代半ば以降、インターネット普及に伴う同人ゲームのネット進出で住み分けが崩れる等様々な要因での意で使われることが増え、またそれに伴う軋轢も生じている。

### パーソナルコンピューター（マイクロコンピューター）黎明期（1970年代〜）
個人レベル（1人〜数人）でのコンピューターゲーム制作の歴史はパーソナルコンピューターの黎明期（1970年代末期）よりも、さらに以前のワンボードマイクロコンピューターの時代にまで遡る。
元々、個人用のコンピューターは技術者やマニア向けのプログラム製作・学習の道具であり、市販ソフトも徐々には増えて行くものの、しばらくは「プログラム制作に興味のないパーソナルコンピューターユーザー」というのは考えにくい時代であった。ゲーム制作目的の者も多く、特に『スペースインベーダー』（1978年）のブーム以降は大きく増えている。
ただし、同人ソフト・同人ゲームを名乗る自主流通系ソフトが現れるのはしばらく後のことである。
理由としては、まず業界がアマチュア制作ソフトの流通・発表を積極的に支えたため、漫画界のように「同人サークルが集まり流通ルートを切り開く」必要性が薄かったことがある。
漫画雑誌の投稿募集がほぼプロ予備軍の発掘目的であるのに対し、パーソナルコンピューター雑誌の場合は、初期の市販ソフトの乏しさを補う意味もあって、市販化を視野に入れたものから初心者でもアイデア次第で勝負になるショートプログラムまで、幅広い発表の場が用意されていた。雑誌には黎明期の4大誌（『I/O』『 月刊アスキー』 『月刊マイコン』『RAM』）や『マイコンBASICマガジン』、『MSXマガジン』などがある。
また、後に大手となったゲームメーカーも、自社のパーソナルコンピューター販売部門の顧客が開発したゲームソフトを買い取って販売したり、エニックス（現スクウェア・エニックス）のように賞金つきのゲームプログラムコンテストを開催して公募したゲームを市販するといった事業形態から始まったメーカーも多く、プロ・アマの境目自体も曖昧であった。
もっとも自主流通自体が、パーソナルコンピューター普及率の低さに加えて機種間の互換性がほとんどなかったため、紙媒体に比べると格段に難しかったという事情もある。

### パーソナルコンピューター市場拡大と「同人ゲーム」の誕生（1980年代中盤〜）

#### 同人ゲームと市場の誕生
1980年代中盤になると、8ビット時代の主力機種が出揃ってフロッピーディスクも普及すると、同時期にファミリーコンピュータの大ヒットでコンピューターゲーム人口が大幅に増えた影響もあり、パーソナルコンピューターのホビーユーザー数もゲームソフトの本格的な自主流通が可能な数になって行く。
また、ゲーム業界の成長に伴い市販ソフトの開発規模が個人レヴェルから多数のスタッフの参加する大規模なものになったことに加え、当初はほぼ野放しだった市販ソフトの表現内容についてもさまざまな規制が行われるようになり、メジャーメディアである市販ソフトに対するインディーズとしてのソフト制作と流通の動きも出てくる。
最初に同人ソフトの名称を使ったのは1984年のコミケットにおける、サークル「帝国ソフト」の『人魚の涙』だとされる。ただし、最初にコミケにゲームソフトが持ち込まれたのはその前年のC25における、帝国ソフトの『ニ・コ・ニ・コ女の子パズル』（ちなみにこのソフトは、1985年にASCIIから『Carrot』というタイトルで市販された）。しかし、他の大半の同人漫画即売会では「その場で内容確認ができない」などの理由から同人ソフトは持ち込めなかった（→同人ソフトを参照）ため、1988年4月からは同人ソフトやハードが対象の即売会「パソケット」が開催されることになる（なお、ノート型パーソナルコンピューターを持ち込んで内容を確認することで、この問題は解決されている）。
通販形態での自主流通の開始時期は不明だが、前述の即売会持ち込み不可の問題もあって、初期には有力な手段であった。
1992年には、ソフト自販機『ソフトベンダーTAKERU』での同人ソフト取り扱いが始まる。市販化とは違う、商業ルート上の同人ソフト流通の先駆けである。

#### パソコン通信と同人
1980年代中盤はパソコン通信の黎明期でもあり、場所によっては同人ソフト・ゲームの話題や情報の交換も活発に行われた。
また、通信上でのソフトウェアの流通（オンラインソフト）も始まる。しかし、これは同人系とは独立して成立したものであり、当時はまず混同されることは無かった。というのも、当初の通信速度（300〜1200bps程度）と従量課金下でフロッピー1枚分（2DDで約720KB、2HDでは約1.44MB）の容量を流すのは非現実的（最悪だと1時間半近くかかる計算）であり、また金銭のやり取りの不便さ等から、後期に少数の体験版等が流れたことを除けば同人（および商業）ソフトの流通路にはなり得ず、結果的にネットとリアルでの住み分けが為されたからである。
このため、オンラインソフトは小容量で無償のものを中心とした独自の文化を築くことになる。もっとも同時期のパーソナルコンピューター用同人や商業ソフトに比べると小容量とはいえ、同時期の家庭用ゲーム機並の容量は使えたため、ゲームボリュームとしてはかなりの大作も作られている。
それでも、有償のオンラインソフトが一般化するのはWin3.1（1992年）の普及時期まで下る。金銭のやり取りの不便さに加え、開発費はともかく一旦アップロードしてしまえば製作者側に通信費は掛からず、むしろダウンロードする側が通信費を負担する形になるオンラインソフトでは、多額の印刷費＋様々な流通経費の掛かりがちな同人誌に比べると、金銭負担の上乗せは理解を得にくかった。有償のオンラインソフトを指すシェアウェアという語も元々、「儲ける気は無いが、開発費を一部負担（シェア）してほしい」というような意味合いである。
さらに、当時のネットワークはいくつかの大手商用ネットと無数の草の根BBSに分かれ物理的に繋がっていなかったので、オンラインソフトの転載が広く行われ、転載の可否やその条件は重要な要素であり、これも無償ソフトの転載に比べ「宣伝活動」のイメージが付きまとう有償ソフトに不利な環境でもあった。
なお、同人ソフトのネット流通は容量的に無理でも、その逆にオンラインソフトをまとめて同人ルートで販売するというケースはあった。これはゲームよりむしろCGや音楽データで顕著である。
あるいは市販ソフトが撤退した機種、特にMSXやX68000では機種存続のために同人・投稿・オンラインソフト作者間の協力や、制作の掛け持ちが行われ、その一環としてまだ（パソコン通信の普及率が低かったために）マイナーであったオンラインソフトを、同人ルートを通して紹介するということも行われた。

#### 『ツクール』シリーズの登場
黎明期のパーソナルコンピューターはプログラミングによってソフトウェアを自作出来る、もしくはそれを学ぶ意思のあるマニア向けの道具であったが、パーソナルコンピューター市場拡大に伴い、市販ゲームを遊ぶだけのユーザーも増えてきた。しかしその中にも、できればゲームを作ってみたいと思う者は少なくなかった。
その需要に応える形で、アスキーが1988年にツクールシリーズの元祖『アドベンチャーツクール』、1990年に『RPGツクール』の第一作を発表。さらに1995年からは、アスキーは「アスキーエンタテインメントソフトウェアコンテスト」を開き、グランプリ賞金1000万円を掲げ、ツクールシリーズを利用したゲームを広く募集した。また、『チャイムズクエスト』というRPGツクールで制作した、松尾芭蕉と河合曾良を主役とした同人RPG『蕉風』がソフトベンダーTAKERUで市販された。
もっともツクールシリーズはゲーム制作のハードルを下げはしたが、シリーズ初期作で可能だったのは「ツクールに予め用意されている素材を配置していくことで、ツクールに最初から用意されていたシステムの範囲内でのゲームを制作できる」というだけのもので、制作には限界があった。それでも需要は根強く存在した。後には、ツクラーと呼ばれる熱心なユーザーの希望の声に応えるように、制作者自身が用意した素材を自由に取り込めるツクールやその素材を制作するためのツクール、オリジナルのスクリプトを導入することでより自由にゲームのシステムを構成することができるツクールなどが発売され、制作可能な領域は徐々に広がっていった。そして、簡易さと自由度の両立を図りながら、2015年現在もツクールシリーズの新作は出続けている。

### インターネット・デジ同人・ビジュアルノベル（1990年代中盤〜）

#### インターネット時代と、同人のネット進出
1990年代半ばになると、パーソナルコンピューターを取り巻く環境は激変する。それまでマニアやホビーユーザー、あるいは一部の事業所向けだったパーソナルコンピューターが他の家電に近い扱いになって行き、一般層にも急激に普及を始めたのである。パーソナルコンピューターブームとセットになる形でインターネットもブームになり、マニアの中でさえ十分に普及していなかったネットワーク環境が当たり前のものになって行く。
ネット市場拡大に伴い、ソフトウェア代金の送金システムの構築も始まる。1991年5月のNifty-Serveシェアウェア送金代行サービス開始で一定の改善はされていたが、当時の最大手ネットとはいえNifty-Serve非加入のユーザーも多く、形が現れたのは同人系で1996年7月のソフトアイランド（のちのDLsite.com。2001年1月25日に名称変更）運営開始、シェアウェア系で1998年3月のベクター・シェアレジサービス開始時である（ただし、サイト開設・ソフトウェアダウンロードサービス開始自体は1995年12月のベクターのほうが先）。
また、回線に流せる容量に関してもモデムの速度上昇と共に、1995年8月22日には夜間限定とはいえ定額接続サービスのテレホーダイが開始され、時間さえ掛ければ大容量のデータもダウンロードできる環境になる。さらに、2001年頃には一般向けの常時接続・ブロードバンドネットサービスが開始し、実メディアに比べても遜色の無いデータ量を流せる環境になる。
そして、ネットワークがインターネットに一元化されたことにより、「転載」文化はWebのリンクに置き換えられる形でほぼ消滅。結果、オンラインソフト文化を特徴付けていた要素＝同人及び市販ソフトのネットワーク進出の障壁…の大半は消失してしまい、必然的にそれらの大規模なネット進出が始まることになる。
こうなると、特にネット上に元々あったシェアウェアとネット上の同人ソフトは、歴史的経緯は違えど実質同形式であり、この時期に増えた新規ユーザーにはまず区別が付かない状態になってしまう。
結果、意図しない混同・意図的な主張の両面から、「非企業系のオンラインソフトは同人の一種」「商業以外は全て同人」と言う見解が台頭してくることになる。
同時期に雑誌投稿ゲームが雑誌そのものの休刊、あるいはオンラインソフト収録に置き換わる形で無くなって行き（マイコンBASICマガジンは2003年まで粘ったものの、末期には新規読者はほとんど獲得できなかった）、投稿ゲームの存在を知らない一般ユーザーの方が多い状態になってきたのも、定義の「単純化」を後押しする形になった。
さらにはオンラインゲームの普及も無関係ではない。というのも、普及前にはオンラインソフトのゲーム全般が「オンラインゲーム」と呼ばれていた時期がある（スタンドアロンのゲームである『ロードモナーク オンライン』の名称等に名残が見られる）が、後に「（企業系か否かを問わない）オンラインソフトのゲーム」は統一名称を失い、「商業対同人」の構図が取って代わりやすい状態になったのである。
だが、旧来のネットワーカーにとっては、時に協力者・時にライバルであった対等な立場のはずの「同人」の傘下に置かれるような分類は到底。逆に、「同人ゲームはシェアウェアの一種」と言われるのと同じくらいに受け入れ難いものである。しかしこの反発が、（「同人＝二次創作エロ」のような）同人への偏見・矮小化と混同される等して逆に同人側の反発を生み、さらに複雑な感情問題になることもある。

#### ビジュアルノベルの登場
1992年に「チュンソフト」はスーパーファミコンでサウンドノベル『弟切草』、1994年に『かまいたちの夜』を発表する。これにより文章に背景・音楽・演出を組み合わせたビジュアルノベルのジャンルが認知され、その後の同人ゲーム業界も大きな影響を受けることになる。
1996年以降、アダルトゲーム業界において、「Leaf」がビジュアルノベルシリーズ3部作『雫』（1996年）、『痕』（1996年）、『To Heart』（1997年）と立て続けに発表。サウンドノベルの登場人物は、顔などが描かれない輪郭のみのビジュアルだった。一方で、ビジュアルノベルシリーズは漫画的なデフォルメされたビジュアルを採用したため、消費者の同人活動が盛んになり、コミックマーケットで多くの二次創作が発表された。特に人気を2分していたLeafとKeyの作品はブランド名の和訳から葉鍵系と呼ばれ、同人サークル「渡辺製作所」の格闘ゲーム『THE QUEEN OF HEART』シリーズ（1998年-）や「はちみつくまさん」のRPG『Kanon RPG』をはじめとしたKey系RPGシリーズ（2000年-）により、二次創作としての同人ゲームが多く制作された。これらコミックマーケットで販売される同人ゲームはフリーソフトとは異なり、消費者から購入してもらうものであった。この頃から、同人ゲームの同人ショップへの委託販売が活発になる。
一次創作（オリジナル）のビジュアルノベルとしては、「王宮魔法劇団」（「オーガスト」法人化前の同人サークル）の『One Way Love〜ミントちゃん物語』（2000年）などがあるが、当時は話題にならなかった。

### 『月姫』以降、商業作品並のヒットも（2000年〜）
同人サークル「TYPE-MOON」が2000年コミックマーケット夏に体験版『月姫（半月版）』、同年コミックマーケット冬に完全版『月姫』を頒布。
商業化された、あるいは商業ゲーム並のクオリティの同人ゲームは過去にも少なからずあったが、CD-ROMによる大容量化でメーカーが莫大な作業量と開発費を投入するようになった時代以降に、質的にも販売本数でも商業作品に遜色無いという点で『月姫』は歴史的な作品と言える。
『月姫』はインターネットや同人活動により話題が広まり、一次創作の同人ゲームとしては異例の話題作となり、さらに同人作品を題材にした二次創作も多数生まれる現象まで起こった。その後、『月姫』はアニメ化・漫画化もされ、商業の場においてメディアミックス展開を見せることにもなった。
2002年コミックマーケット冬、「渡辺製作所」と共同開発する形で『月姫』の公式同人対戦型格闘ゲーム『MELTY BLOOD』を頒布する。『MELTY BLOOD』はアーケードゲーム化・コンシューマゲーム化・漫画化など、こちらも同人の枠を越えるヒットとなる。
「TYPE-MOON」は同人ゲーム第2段『Fate/stay night』の制作を発表したが、制作規模が大きくなり過ぎたために法人化（有限会社ノーツを設立）して商業作品第1段『Fate/stay night』として発売した。法人化により、サークルとしての「TYPE-MOON」は休止する（それ以降はノーツのアダルトゲーム用ブランドとして残されている）。
一方、「上海アリス幻樂団」は弾幕系シューティングゲーム『東方Project』と呼ばれる一連の作品群を1996年から継続して発表していた。継続的に発表するうちに、商業作品に劣らない本数を売り上げるシューティングゲームとして徐々に話題になる。2004年コミックマーケット冬に、「黄昏フロンティア」と提携し、格闘ゲーム『東方萃夢想 〜 Immaterial and Missing Power.』を頒布する。
「07th Expansion」は2002年コミックマーケット夏より『ひぐらしのなく頃に』シリーズを発表し始める。当初は同人ショップ委託をしなかったために話題にならなかった。2004年5月に体験版として第1話『ひぐらしのなく頃に 鬼隠し編』を丸ごとダウンロードできるようにすると、インターネットと口コミにより話題になる。『ひぐらしのなく頃に』は、アニメ化・漫画化・コンシューマゲーム化・ドラマCD化・書籍化・実写映画化され、同人の枠を飛び出たヒットに繋がる。
2006年コミックマーケット冬に、「黄昏フロンティア」と提携し、対戦アクションゲーム『ひぐらしデイブレイク』を頒布する。2007年コミックマーケット夏より、「07th Expansion」はノベルゲームシリーズ第2段『うみねこのなく頃に』シリーズを発表した。
『月姫』の商業的成功以後、漫画業界でのそれと同じく、市販ソフトのメーカーで働くプロが副業として同人ゲームを制作販売する例も見られるようになった。2006年、「FLAT」の『キラークイーン』は、シナリオにプロの健速、声優もプロを起用し、話題になった。2008年『キラークイーン』はコンシューマ化された。

## 開発
全ての作業を単独でこなす人もいるが、大抵は4～5人で同人サークルを結成し、キャラクターデザイン・シナリオ・原画・プログラム・音楽などと分業して開発する。同人ゲームの隆盛にはゲームエンジンといった開発ツールの充実が大きく影響している。かつては0からプログラムを組まなければならなかったため、同人ゲームの開発で一番重要なのはプログラムテクニックであり、それに加えてゲームデザインやグラフィック、音楽といった表現内容全てを一人でこなせる高い能力が要求されていたが、ゲーム開発ツールの充実・ハードウェア・ソフトウェアの高性能・低価格化により敷居が下がってきた。
同人ゲームの中には、サークルが法人を設立して企業に移行するほど売れるケースもある。一方、それとは逆に一部商業のゲームメーカーは短期の資金繰りのために同人誌即売会などの場で商業ゲームを販売することや、制約の多い大手ゲームメーカーからスピンアウトしたクリエイターが同人ゲームに移行するケースがある。
ビジュアルノベルのようにシナリオやグラフィックといった内容自体が問われるジャンルや、シューティングゲームのように市販ソフトが低迷する分野では商業ゲームより売り上げの多い同人ゲームなども存在することや、またNornのように同人ゲームでありながらCSAに審査を依頼（初作『使い魔様は魔界プリンセス ～勘違いするな!中に出すのはただの魔力補給だ!!～』のみソフ倫による審査を受けており、2作目以降からCSAの審査を受けている）し、商業ベースに乗せる形で販売するケースも見られつつあるため、大手サークルが制作する同人ゲーム（一次創作物）と商業ゲーム（主にアダルトゲーム）の境目が再びあやふやとなりつつある。
異例であるがゲームフリークのように同人サークル製作のソフトをメーカーに持ち込み、商用ソフトデビューを果たしてソフトハウス立ち上げを成し遂げた例もある。なお、ゲームフリークは元々はゲーム製作サークルではなく、アーケードゲーム等の攻略を同人誌で主に発表していたサークルである（詳しくはゲームフリークを参照）。
家庭用ゲーム機の開発ツールや仕様は一般に公開されず（PlayStation用ソフト開発ツールであるネットやろうぜ!のような例外もある）、個人に対しては原則的にライセンスを行っていない。ただし、かつてはワンダースワンのワンダーウィッチ、PC-FXのPC-FXGA、PC Engineのでべろ等のソフトウェアを開発できるツールがあったり、非公式ながら家庭用ゲーム機のソフトウェアを開発するツールも存在していた。また、マイクロソフトは安価で家庭用ゲーム機Xbox 360向けなどのソフトウェアを開発できるMicrosoft XNAを、ソニー・コンピュータエンタテインメントはPlayStation Mobileを提供した。

## 流通
かつては個人で作って友人が遊んだり、コンクールなど定期・不定期なイベントへの投稿が主であった。しかし、発表の場が増えてきたことにより変化してきており、頒布方式はネットでのダウンロードかCD-Rなどに焼いて同人即売会で販売するのが一般的である。人気があるゲームはプレスCD化や同人ショップでの委託販売も行われている。また、ダウンロード販売サイトで購入することも可能である。
『月姫』の成功以降、同人ゲームの中には、同人の枠を超えて商業移植やアニメ化、漫画化などメディアミックス的展開を見せるものもある。単純に移植、もしくはある程度手を加えて（2次使用のキャラを別のものに置き換える場合も稀に有り）商品化するタイプも出て来ている（フリーゲームでも同様のものがある）。成功例としてSteamなどでダウンロード販売された『ルセッティア 〜アイテム屋さんのはじめ方〜』（「EasyGameStation」制作）が、10万本以上の売上を記録した。
アドベンチャー
コープスパーティー
「チームグリグリ」制作。PC-9800シリーズのRPGツクール Dante98で作られた。2010年8月12日に「コープスパーティー ブラッドカバー リピーティッドフィアー」としてPSPに移植。シリーズ化される。
ビジュアルノベル
月姫
「TYPE-MOON」制作。伝奇恋愛ゲーム。漫画化・アニメ化された。
ひぐらしのなく頃に
「07th Expansion」制作。謎の連続怪死事件を題材にした連作式のサウンドノベル（ビジュアルノベル）。漫画化・アニメ化・PS2移植・ドラマCD化・実写映画化をした。
うみねこのなく頃に
「07th Expansion」制作。前作『ひぐらしのなく頃に』同様の不可解な怪現象を盛り込んだミステリー仕立てのサウンドノベル（ビジュアルノベル）。同じく前作同様、漫画化・小説化・アニメ化・コンシューマーゲーム移植（PS3）等、メディアミックス展開を果たしている。
花帰葬
「HaccaWorks*」制作。2006年7月、PS2専用ソフトとして女性向けゲームとしては初のコンシューマ化。PS2に移植されたのとほぼ同時期にトレーディングカード化や漫画化もされた。
アパシー・シリーズ
「七転がり八転がり」制作。元は商業ゲーム『学校であった怖い話』から派生したサウンドノベル、恋愛シミュレーションシリーズ。商業ゲームと並立して、猟奇的描写等からの規制から逃れるために同人ゲームが存在しているのが特徴である。うち、2008年12月にシリーズの一編である『送り犬』の携帯アプリ移植が発表された。
シューティングゲーム
東方Project
「上海アリス幻樂団」制作。弾幕系シューティングが中心。ファンブック・小説・漫画などが商業作品としてリリースされている。
神威
同人サークル「SITER SKAIN」製作。同人シューティング最高峰とも言われた高いクオリティで知られる。Steamでも購入でき、パッケージ版が商業化されたこともある。同サークル製作のRefleXやALLTYNEX Secondと共に「ALLTYNEX3部作」と位置付けられている。
トラブル☆ウィッチーズ
同人サークル「スタジオシエスタ」製作。アーケードにも移植されており、シューティングゲームで同人ゲームから純粋な移植が行われたのはこの作品が初である。アーケード版のタイトルは「トラブル☆ウィッチーズAC」。
クリムゾンクローバー
同人サークル「四ツ羽根」が製作した弾幕系シューティング。2010年にPC用ソフトで発売され、2013年に業務用版のNESiCAxLive対応タイトルとしてアーケードに移植された。2014年にはsteamにも移植されている。
格闘ゲーム
MELTY BLOOD
「渡辺製作所」・「TYPE-MOON」制作。『月姫』の公式スピンオフ作品。「MELTY BLOOD Act Cadenza」として、アーケードゲーム化およびPS2へ移植。
アカツキ電光戦記
「SUBTLE STYLE」制作。移植時の題名は「アカツキ電光戦記Ausf.Achse」。2008年2月にアーケードゲームとして稼動。
黄金夢想曲
「07th Expansion」制作。『うみねこのなく頃に』の公式スピンオフ作品。2010年12月31日コミックマーケット79にて頒布予定。
アクションゲーム
ひぐらしデイブレイク
「黄昏フロンティア」・「07th Expansion」制作。『ひぐらしのなく頃に』の公式スピンオフ作品。PSPへ移植。2008年11月発売。
アダルトゲーム
キラークイーン
FLAT制作。「シークレットゲーム -KILLER QUEEN-」としてPS2へアレンジ移植。後にPS2版をベースとした18禁版も制作された。
Teaching Feeling -傷肌少女との生活-
同人サークル・FreakilyCharming製作。旧題は『奴隷との生活』で、ダウンロード版のみの販売。独特の内容が口コミなどで話題となり、26万本以上を売り上げるヒット作となった。